# 三俭草
三俭草（学名：Rhynchospora corymbosa）是莎草科刺子莞属的植物。分布于台灣本島、全球热带及亚热带地区以及中国大陆的云南、海南、广东等地，生长于海拔120米至900米的地区，多生于溪旁以及山谷湿草地中，目前尚未由人工引种栽培。